# Matt Ridley (Musiker)
Matt Ridley (* 14. August 1981) ist ein britischer Jazzmusiker (Kontrabass, Komposition).

## Leben und Wirken
Ridley hatte mit sechs Jahren Klavierunterricht, bevor er im Jugendalter zum Bass wechselte. Mit 19 Jahren trat er erstmals professionell auf. Zwischen 2001 und 2005 studierte er am Trinity College of Music Kontrabass; nach seinem Bachelor-Abschluss in Jazz-Studien mit Auszeichnung absolvierte er auch ein Studium der klassischen Musik unter der Leitung des LSO-Bassisten Jani Pensola, das er 2017 an der Royal Schools of Music mit Diplom in klassischem Kontrabass abschloss.
Drei Jahre lang gehörte er zu den Bands von Michael Garrick, mit dessen Jazz Orchestra 2010 erste Aufnahmen entstanden (Tone Poems). Im Quartett mit Jim Hart, Barry Green und Steve Brown spielte er 2012 das dem Modern Jazz Quartet gewidmete Album The MJQ Celebration ein. Unter eigenem Namen veröffentlichte er 2013 sein Debütalbum Thymos bei Whirlwind Recordings, das er mit dem Pianisten John Turville, dem Schlagzeuger George Hart und Gastauftritten des Saxophonisten Jason Yarde, des Oud-Spielers Attab Haddad und des Perkussionisten Vasilis Sirikis eingespielt hatte. In den 2010er-Jahren arbeitete er weiterhin mit Darius Brubeck, Gabriel Garrick, Jason Palmer (Sweet Love: Jason Palmer Plays Anita Baker) und Dor Herskovits (Flying Elephants) sowie mit Issie Barratt und mit Ant Law. Im Bereich des Jazz war er laut Tom Lord zwischen 2010 und 2019 an neun Aufnahmesessions beteiligt.
2019 gründete Ridley die Band The Antidote als Quintett mit Alex Hitchcock (Saxophon), Ant Law (Gitarre), Tom Hewson (Piano) und Marc Michel (Schlagzeug). Ihr gleichnamiges Album erschien 2021 auf Ubuntu Music, gefolgt von Live at the London Jazz Festival (2023). Ridley verarbeitete in seinen Kompositionen für diese Band Einflüsse aus Rockmusik, Folk und Klassik. Solide konstruiert, böten „Prog-Rock-Rhythmen und langatmige Songstrukturen einen überraschend raffinierten Hörgenuss.“

## Diskographische Hinweise
- Mettā (2016), mit George Hart, Jason Yarde, John Turville